# P/2010 A2
P/2010 A2 (LINEAR) je zřejmě planetkou v hlavním pásu asteroidů, obíhajícím okolo Slunce s periodou 3,47 roku. Byla objevena v lednu roku 2010 při výzkumném projektu LINEAR, pátrajícím po potenciálně nebezpečných blízkozemních planetkách. Zpočátku se objekt jevil jako kometa, proto má i kometární označení. O kometu však nejspíš nejde, pozorovaný prachový „ohon“ byl totiž způsoben nedávným impaktem (srážkou) s jiným objektem v pásu planetek mezi Marsem a Jupiterem. Šlo tedy zároveň o první přímo pozorovanou událost tohoto druhu. Objekt měří v průměru přibližně 200 metrů a patří do rodiny planetek Flora.

## Souvislost s událostí K-Pg
V roce objevu vyslovili někteří astronomové domněnku, že právě tento objekt může být pozůstatkem po mnohem větším tělesu, ze kterého se při velkém impaktu před více než 100 miliony let odštěpil i asteroid, který dopadl na konci křídy před 66 miliony let v oblasti Mexického zálivu (Chicxulubský kráter) a spolupůsobil při vymírání na konci křídy.